# Osmia cephalotes
Osmia cephalotes är en biart som beskrevs av Ferdinand Morawitz 1870. Den ingår i släktet murarbin och familjen buksamlarbin.

## Underarter
Arten delas in i följande underarter:
- O. c. cephalotes
- O. c. longiceps

## Beskrivning
Osmia cephalotes har en mörk grundfärg, hos honan vanligtvis metalliskt mörkblå, hos hanen vanligen metalliskt grön. Båda könen har svarta antenner och ben. Behåringen är ljus, hos honan rent vit, medan hanen har gul päls på mellankroppen. Honan har en medellängd på 12 mm, medan hanen är betydligt mindre, med en medellängd på 9 mm.

## Utbredning
Utbredningsområdet omfattar södra och östra Europa, Marocko, Algeriet, Libyen, Tunisien, Turkiet, Cypern, Israel, Jordanien, Syrien, Iran och Turkmenistan.

## Ekologi
Osmia cephalotes antas leva på gräsmarker, buskskog, i skogsbryn och möjligtvis även inne i skogar. Arten är polylektisk, den flyger till blommande växter från många olika familjer, även om den föredrar ärtväxter. Förutom på ärtväxter som vickersläktet, har arten även observerats på gurkört (strävbladiga växter).
Som alla murarbin är arten solitär (icke-social); honan ansvarar själv för ungarnas omsorg. Hon inrättar larvboet i gamla insektsgångar i dött trä. Larvcellerna, med ett ägg i varje, läggs på rad med skiljeväggar av tuggade löv. När boet är fyllt med ägg, försluts det med en plugg, likaledes gjord av tuggade löv.